# ميخائيل إغان
ميخائيل إغان (بالإنجليزية: Michael Egan)‏ هو أكاديمي أمريكي، ولد في 1941.